# Sotíris Tsiódras
Sotírios « Sotíris » Tsiódras (grec moderne : Σωτήριος «Σωτήρης» Τσιόδρας), né le 13 octobre 1965 à Sydney (Australie), est un médecin grec, spécialisé dans l'infectiologie (maladies infectieuses), chargé de la gestion de la crise du coronavirus SRAS-CoV-2 en Grèce.

## Biographie

### Petite enfance et éducation
Tsiódras est né le 13 octobre 1965 à Sydney, en Australie, dans une famille d'immigrants originaire de Neochóri, en Argolide. Après le retour de la famille en Grèce, il s'est inscrit à la faculté de médecine d'Ioannina, puis a été transféré à l'université d’Athènes, où il a obtenu son diplôme de pathologiste en mars 1991.

### Carrière médicale
En 1993, Tsiódras a été affecté à l'hôpital militaire général 401 d'Athènes où il a servi pendant un an. Au cours des années 1994–1997, il a travaillé comme spécialiste en médecine interne spécialisé en pathologie au Einstein Medical Center de Philadelphie aux États-Unis. De 1997 à 2001, il s'est inscrit aux programmes de lutte contre les maladies infectieuses au Beth Israel Deaconess Medical Center et à la Harvard Medical School. Entre 1998 et 2001, il a travaillé comme chercheur à la Harvard Medical School, où il a obtenu une maîtrise en sciences médicales en juin 2001.
En 2003, il a soutenu cum laude sa thèse de doctorat à la faculté de médecine de l'Université nationale et capodistrienne d'Athènes.

### Pandémie de Covid-19 en Grèce
En 2020, le gouvernement a nommé un groupe d'experts pour coordonner la gestion de la pandémie de SRAS-CoV-2 en Grèce. Tsiódras a été nommé chef de l'équipe ainsi que liaison de communication avec le gouvernement pendant la crise sanitaire du Covid-19,.

### Couverture médiatique
Le Figaro a affirmé que Tsiódras était le « nouveau bien-aimé des Grecs ». Dans l'article, Le Figaro affirme qu'il a demandé au Premier ministre Kyriakos Mitsotakis des mesures strictes de verrouillage dès que les premiers cas ont été signalés en Italie. Le sociologue grec Andreas Drymiotis a écrit : « Les Grecs apprécient particulièrement son calme, ses connaissances en la matière, son profond respect pour toutes les victimes et le fait qu'il a un dévouement total envers le personnel infirmier. » De plus, la journaliste Matina Stevis-Gridneff, du New York Times, l'a décrit comme l'un des « héros de l'ère du coronavirus ».
Aux États-Unis, la NPR (National Public Radio) a mentionné Tsiódras le 4 ou le 5 mai 2020 et a noté que des citoyens grecs avaient écrit des chansons le louant[réf. nécessaire].

### Vie privée
Tsiódras est un chrétien orthodoxe pratiquant. Il a sept enfants.
Dans sa thèse de doctorat de 2003, il a utilisé son nom officiel Sotírios en grec et en anglais. Il a également mentionné son épouse Mina, leurs quatre premiers enfants et ses parents en remerciements[réf. nécessaire].